# Тахеометрична зйомка

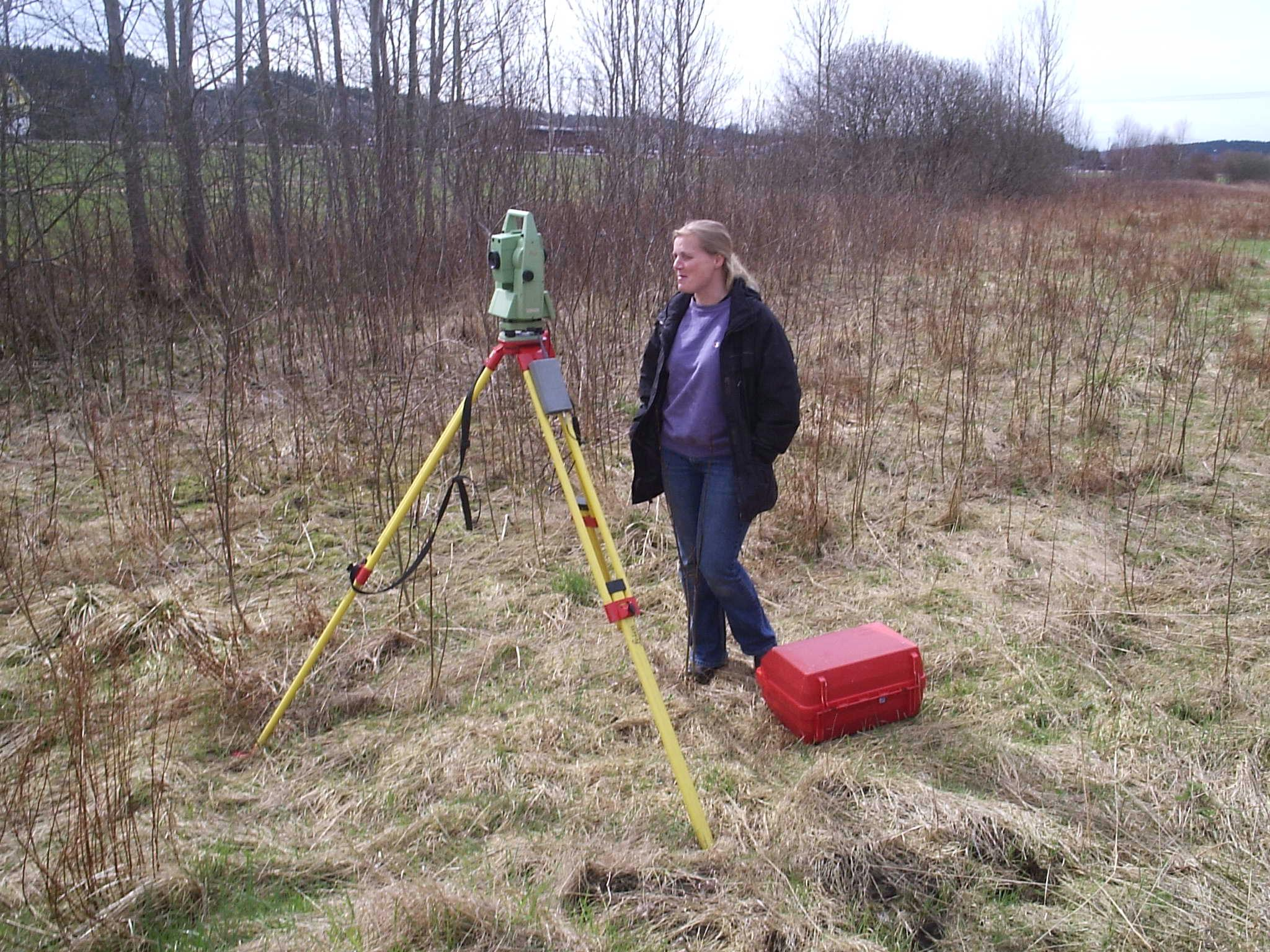
Проведення тахеометричної зйомки

Тахеометрична зйомка являє собою топографічну, яка виконується за допомогою тахеометра.

## Загальна характеристика
Тахеометрична зйомка полягає в одночасному визначенні планового і висотного положення точок місцевості, тобто в обчисленні їхніх координат: напряму, віддалі й перевищення. За даними Т.з. складаються у великому масштабі (1:5000 1:500) топографічні карти і плани місцевості із зображенням рельєфу горизонталями. Т.з. застосовується при геологорозвідці, будівн. гірничих підприємств, доріг, трубопроводів, промислових, цивільних і інш. споруд. 

## Опис
Тахеометрична зйомка виконується для створення планів невеликих ділянок місцевості у великих масштабах (1 : 500 - і : 5 000) або у поєднанні з іншими видами робіт, коли виконання аеротопографічної або мензульної зйомок економічно недоцільно або технічно утруднено. Її застосування особливо вигідне для зйомки вузьких смуг місцевості при трасуванні лінійних споруд (залізниць, автомобільних доріг, ліній електропередач, трубопроводів та інших протяжних об'єктів). 

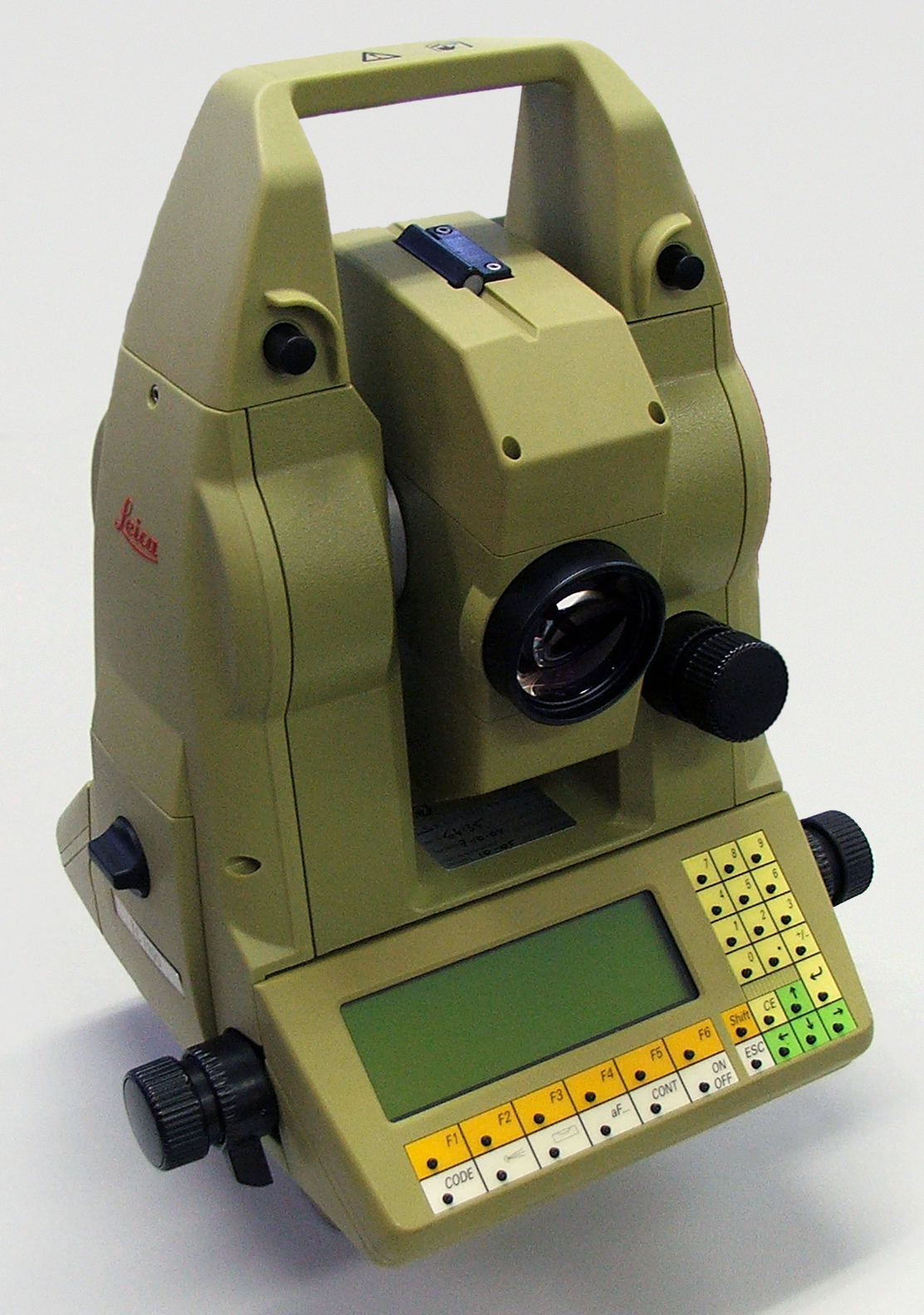
Тахеометр

Слово «тахеометрія» у перекладі з грецької означає «швидке вимірювання». Швидкість тахеометричної зйомки досягається тим, що при одному наведенні геодезичного приладу на знімальний пікет одержують дані, необхідні для визначення як планового, так і висотного його положення.
Цей вид зйомки має ряд переваг перед іншими видами наземних зйомок, якщо польові роботи необхідно виконати за короткий час або нема сприятливої погоди для виконання зйомки іншими методами. Недолік тахеометричної зйомки в тому, що при складанні карт (планів) у камеральних умовах виконавець не бачить місцевість. Це зумовлює деякі спотворення в її зображенні.
Тахеометрична зйомка може здійснюватися за різними схемами. Одна з них передбачає послідовне виконання етапів зйомки: підготовчі роботи: згущення геодезичної основи; зйомка ситуації та рельєфу; камеральні роботи (визначення координат точок знімальної основи, обчислення горизонтальних прокладень, перевищень і висот знімальних точок; створення картографічного зображення місцевості). За іншою схемою прокладання тахеометричних ходів і зйомку місцевості ведуть одночасно, при цьому на кожній знімальній точці (точці тахеометричного ходу) роботи починають із визначення даних, необхідних для обчислення координат точок знімальної основи, а потім тих, які потрібні для встановлення планового та висотного положення об'єктів, розташованих на місцевості.